# Torneo de Mérida 2024
El Mérida Open Akron 2024 fue un torneo de tenis jugado en canchas duras al aire libre. Fue la 2.ª edición del Mérida Open Akron, y formó parte del WTA 250 del Circuito de la WTA 2024. Se llevó a cabo en Mérida, México, del 28 de octubre al 3 de noviembre de 2024.

## Distribución de puntos
| Modalidad           | Campeona | Finalista | Semifinales | Cuartos de final | 2.ª ronda | 1.ª ronda | Clasificadas | 2.ª ronda de clasificación | 1.ª ronda de clasificación |
| Individual femenino | 250      | 163       | 93          | 54               | 30        | 1         | 18           | 12                         | 1                          |
| Dobles femenino     | 250      | 163       | 93          | 54               | 1         | -         | -            | -                          | -                          |

## Cabezas de serie

### Individuales femenino
| Tenista             | Ranking | Preclasificado |
| Renata Zarazúa      | 71      | 1              |
| Nadia Podoroska     | 76      | 2              |
| Ajla Tomljanović    | 81      | 3              |
| Jule Niemeier       | 82      | 4              |
| Anna Blinkova       | 85      | 5              |
| María Lourdes Carlé | 87      | 6              |
| Tatjana Maria       | 95      | 7              |
| Nuria Párrizas      | 97      | 8              |

- Ranking del 21 de octubre de 2024[2]

### Dobles femenino
| Tenistas                           | Ranking | Preclasificados |
| Quinn Gleason Ingrid Martins       | 223     | 1               |
| Jessie Aney Carmen Corley          | 245     | 2               |
| Anastasia Tikhonova Renata Zarazúa | 288     | 3               |
| María Lourdes Carlé Eva Vedder     | 290     | 4               |

## Campeonas

### Individual femenino
Zeynep Sönmez venció a  Ann Li por 6-2, 6-1

### Dobles femenino
Quinn Gleason /  Ingrid Martins vencieron a  Magali Kempen /  Lara Salden por 6-4, 6-4